# 32 Brygada Rakiet Operacyjno-Taktycznych
32 Łużycka Szkolna Brygada Artylerii im. gen. broni Bolesława Czarniawskiego (32 BA) / 32 Brygada Rakiet Operacyjno-Taktycznych (32 BROT) – związek taktyczny Wojsk Rakietowych Sił Zbrojnych PRL.

## Formowanie i zmiany organizacyjne
9 września 1953 Minister Obrony Narodowej nakazał przeprowadzić reorganizację 6 i 8 Dywizji Artylerii Przełamania. W ramach reorganizacji 8 DAPrzeł, w garnizonie Orzysz, sformowana została 32 Brygada Artylerii Haubic.
Brygada zorganizowana została według etatu Nr 4/98 o stanie 747 żołnierzy i 12 pracowników kontraktowych, na bazie 68 Pułku Artylerii Haubic oraz stanu osobowego, wyposażenia i środków transportowych 140 Pułku Artylerii Haubic (bez jednego dywizjonu). Numer jednostki wojskowej 2368, którym dotychczas posługiwał się 68 pah, przydzielony został 32 BAH.
Brygada była pierwszą z brygad rakiet operacyjno-taktycznych utworzonych w Wojsku Polskim. Powstała w 1961 w wyniku przeformowania 32 Brygady Artylerii z Orzysza w brygadę rakiet operacyjno-taktycznych. W celu zachowania w tajemnicy charakteru jednostki nie zmieniono jej wcześniejszej nazwy.
1 września 1962 brygada biorąca udział w szkoleniu na poligonie rakietowym Kapustin Jar w ZSRR, dokonała pierwszego odpalenia rakiety bojowej klasy ziemia-ziemia. W lipcu 1976 32 Brygadę Artylerii przekształcono w 32 Szkolną Brygadę Artylerii. Na wypadek wojny na jej bazie mobilizowana była jednostka bojowa. W 1989 brygadę szkolną przekształcono w 32 Ośrodek Szkolenia Wojsk Rakietowych i Artylerii. Brygada w okresie wojny mogła niszczyć uderzeniami rakietowo-jądrowymi i chemicznymi cele znajdujące się w przewidywanym pasie natarcia armii. Głowice jądrowe i chemiczne miały pochodzić ze składów Armii Radzieckiej.

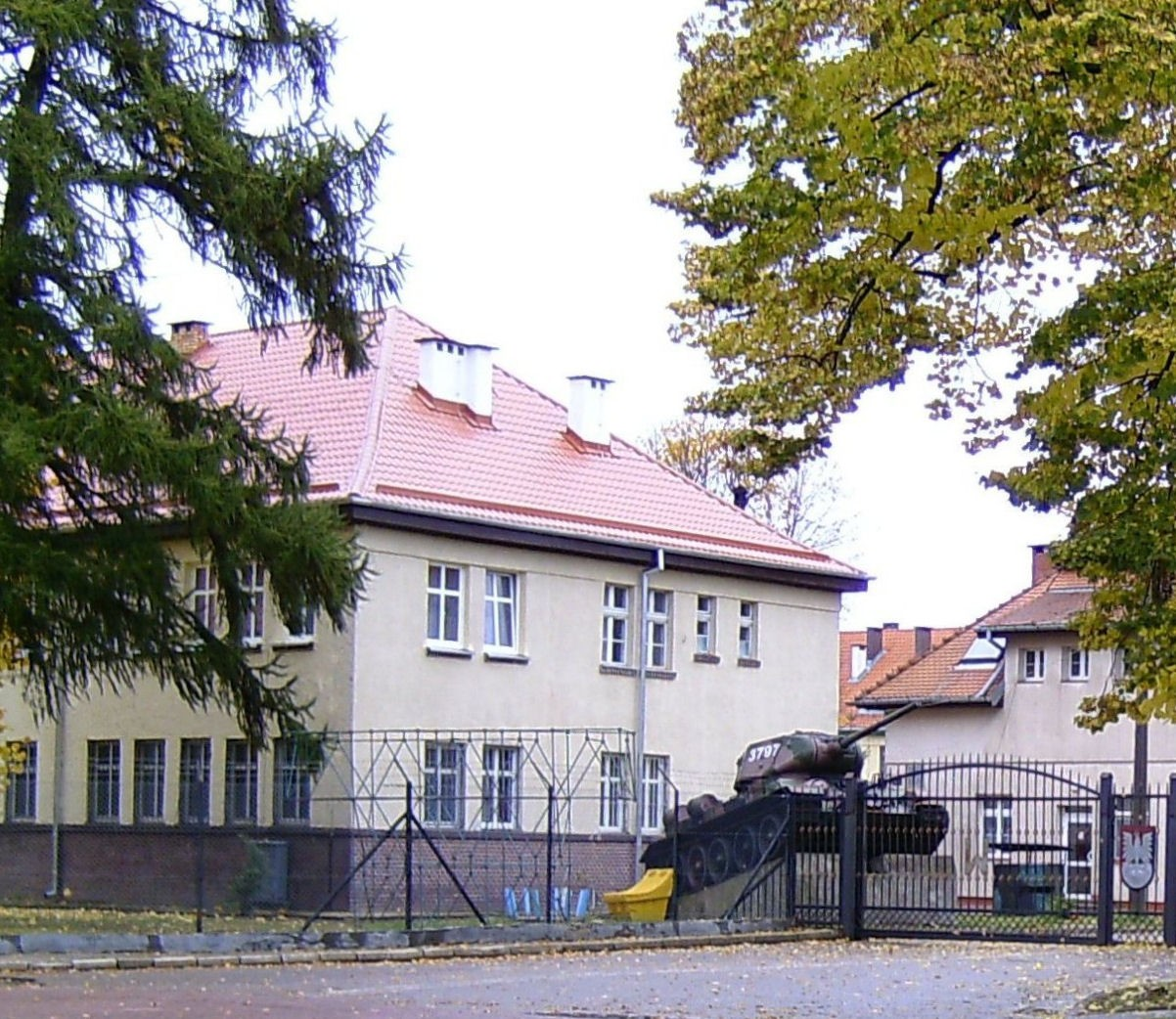
Budynek sztabu brygady

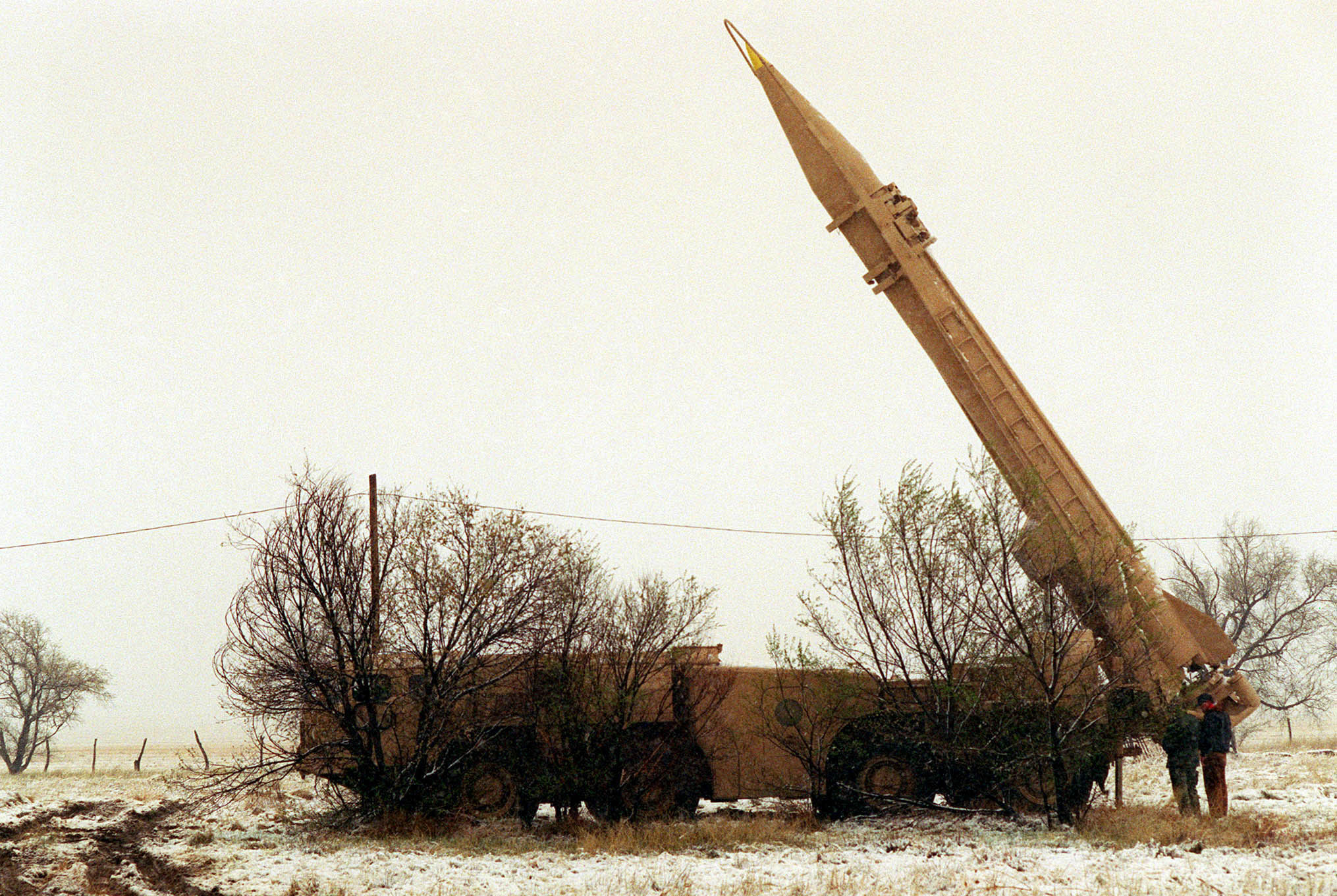
Wyrzutnia rakiet operacyjno-taktycznych na stanowisku startowym (podstawowe uzbrojenie 32 Brygady Rakiet Operacyjno-Taktycznych)

## Skład organizacyjny i uzbrojenie
dowództwo i sztab
- dwa dywizjony artylerii (3 i 6 da)[c]
  - bateria dowodzenia
  - 3 x baterie startowe (1 wyrzutnia w każdej baterii)
  - pluton obsługi technicznej
  - sekcja gospodarcza
  - sekcja remontu pojazdów
  - bateria meteorologiczna
- bateria dowodzenia
- bateria techniczna
- bateria transportowo-gospodarcza
- kompania maszyn inżynieryjnych
- pluton obrony przeciwchemicznej
- warsztaty remontowe

Uzbrojenie brygady w latach 60. stanowiło 6 wyrzutni rakietowych 9K51 (R-170) na podwoziu działa samobieżnego ISU-152, które mogły odpalać rakiety R-11M z głowicą jądrową o mocy 20 lub 40 kT. (oznaczenie NATO – Scud A)
W latach 1975 roku wprowadzono na uzbrojenie nowe wyrzutnie rakietowe typu 9K72 Elbrus (R-300) na podwoziu samochodu ciężarowego MAZ-543P, które mogły odpalać rakiety R-17 z głowicą jądrową o mocy 20, 40 lub 100 kT. (oznaczenie NATO – Scud B)

## Żołnierze brygady
Dowódcy brygady:
- płk Eugeniusz Androsiuk 1961-?
- płk Bolesław Staniszewski
- płk Stanisław Słupski
- płk Zbigniew Początek
- płk Czesław Łabanowicz
- płk Sławomir Oleszczak
- płk Zygmunt Czarnotta
- płk Alfons Kupis 1983-1986
- płk Rudolf Somerlik[3]
- ppłk Józef Głowala[d]

Oficerowie brygady:
Włodzimierz Kwaczeniuk